# Американские звездочётовые
Американские звездочётовые, или американские звездочёты, или дактилоскоповые (лат. Dactyloscopidae), — семейство лучепёрых рыб из отряда Blenniiformes. Ранее включалось в отряд окунеобразных. Распространены в умеренных, субтропических и тропических водах Атлантического и Тихого океанов. Максимальная длина тела 15 см.

## Описание
Тело удлинённое, сжато с боков в задней части, покрыто циклоидной чешуёй. Глаза расположены на верхней части головы, выпученные, могут быть на стебельках. Рот косой или почти вертикальный. Зубы на челюстях конической формы, не увеличенные, у симфиза расположены в 2—4 ряда. Губы с бахромой или без бахромы. На верхнем крае жаберной крышки многочисленные выросты. Жаберные перепонки разделены и не приращены к межжаберному промежутку. Три жаберные дуги без хорошо развитых жаберных тычинок. На голове хорошо развита система сенсорных каналов. Две пары ноздрей. Спинной плавник длинный, сплошной или разделённый, с 7—23 колючими и 12—36 мягкими лучами. В анальном плавнике 2 колючих 21—41 мягкий луч. Брюшные плавники с одним колючим и 3 мягкими лучами, расположены на горле. В грудных плавниках 11—16 мягких лучей. Боковая линия с 33—73 чешуйками, выгибается в передней части. Позвонков: 10—13 туловищных и 23—73 хвостовых.

## Биология
Обитают на мелководье в приливной зоне в защищенных заливах и бухтах на глубине до 10 м. Иногда встречаются в солоноватых водах. Большую часть времени проводят, зарывшись в грунт, оставляя на поверхности только глаза и рот. Обладают уникальным способом дыхания, используя для прокачки воды через жабры только бранхиостегальный насос. Питаются мелкими рыбами и беспозвоночными.

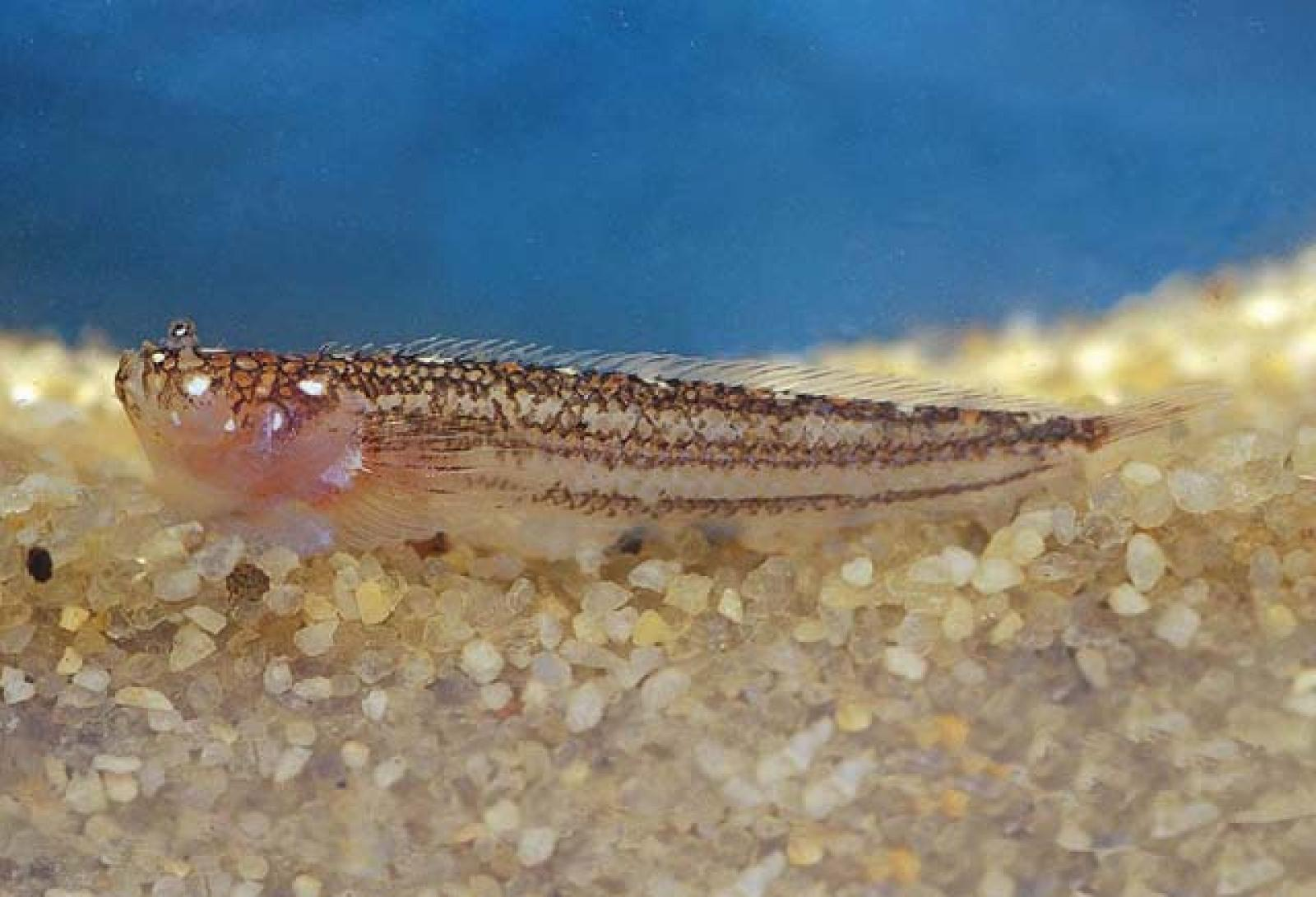
Dactyloscopus byersi

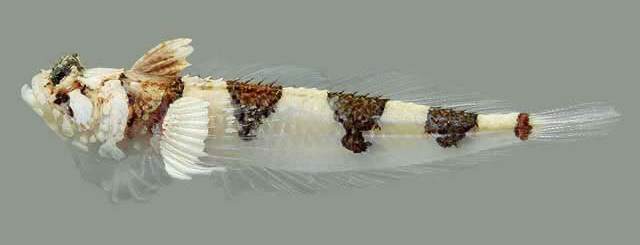
Gillellus uranidea

## Классификация
В составе семейства выделяют 9 родов с 48 видами:
- Dactylagnus Gill, 1863 — Дактиланги
- Dactyloscopus Gill, 1859 — Дактилоскопы
- Gillellus Gilbert, 1890 — Гиллеллы
- Heteristius Myers & Wade, 1946
- Leurochilus Böhlke, 1968
- Myxodagnus Gill, 1861 — Миксодагнусы
- Platygillellus Dawson, 1974
- Sindoscopus Dawson, 1974
- Storrsia Dawson, 1982

19 видов распространены в западной части Атлантического океана от США до Бразилии; 29 видов встречаются в восточной части Тихого океана от Калифорнийского залива до Чили.